# Abram la Pierre
Abram Jacques la Pierre (Leiden, 20 februari 1750 - Haarlem, 12 december 1837) was een politicus en bestuurder tijdens de Patriottentijd en hoofdofficier bij de schepenrechtbank. In 1795 raakte hij betrokken bij de politiek, eerst op het niveau van Holland, later op het nationale/federale niveau van de Bataafse Republiek. Tijdens het radicale unitarische bewind werd de moderaat la Pierre agent (minister) voor interne politie en waterstaat (1798 - 1802) en maakte in 1798 twee maanden deel uit van het (gematigde) Intermediair Uitvoerend Bewind.